# Risto Laakkonen
Risto Juhani Laakkonen (Kuopio, 6 maggio 1967) è un ex saltatore con gli sci finlandese, vincitore di un Torneo dei quattro trampolini e varie medaglie olimpiche e iridate.

## Biografia
In Coppa del Mondo esordì l'11 gennaio 1986 a Harrachov (8°), ottenne il primo podio il 3 dicembre 1988 a Thunder Bay (2°) e la prima vittoria il giorno successivo nella medesima località. Si aggiudicò il Torneo dei quattro trampolini nel 1989, pur senza vincere nessuna delle quattro singole competizioni.
In carriera prese parte a due edizioni dei Giochi olimpici invernali, Calgary 1988 (23° nel trampolino normale) e Albertville 1992 (16° nel trampolino normale, 21° nel trampolino lungo, 1° nella gara a squadre), a due dei Campionati mondiali, vincendo due medaglie, e a una dei Mondiali di volo, Vikersund 1990 (40°).

## Palmarès

### Olimpiadi
- 1 medaglia:
  - 1 oro (gara a squadre ad Albertville 1992)

### Mondiali
- 2 medaglie:
  - 1 oro (gara a squadre a Lahti 1989)
  - 1 argento (gara a squadre a Val di Fiemme 1991)

### Coppa del Mondo
- Miglior piazzamento in classifica generale: 7º nel 1989
- 9 podi (8 individuali, 1 a squadre):
  - 2 vittorie (individuali)
  - 5 secondi posti (individuali)
  - 2 terzi posti (1 individuale, 1 a squadre)

#### Coppa del Mondo - vittorie
| Data            | Località    | Nazione | Trampolino       |
| --------------- | ----------- | ------- | ---------------- |
| 4 dicembre 1988 | Thunder Bay | Canada  | Big Thunder K120 |
| 4 dicembre 1989 | Thunder Bay | Canada  | Big Thunder K90  |

#### Torneo dei quattro trampolini
- Vincitore del Torneo dei quattro trampolini nel 1989
- 3 podi di tappa[1]:
  - 2 secondi posti
  - 1 terzo posto